# Trine Rask Thygesen
Trine Rask Thygesen (født 18. september 1970 i Aidt) er en dansk diplomat, der har været Danmarks ambassadør i Sydafrika siden 1. marts 2015. hvor hun erstattede René Dinesen. Før udnævnelsen til ambassadør var hun kontorchef i Udenrigsministeriet.
Hun er uddannet cand.oecon. ved Aarhus Universitet i 1997.